# Cleonia
Cleonia és un gènere amb dos espècies d'angiospermes que pertany a la família de les lamiàcies.